# Sidi Mohamed Ould beidy
 (août 2025).
 (août 2025).
Si vous disposez d'ouvrages ou d'articles de référence ou si vous connaissez des sites web de qualité traitant du thème abordé ici, merci de compléter l'article en donnant les références utiles à sa vérifiabilité et en les liant à la section « Notes et références ».
 (août 2025).
La mise en forme du texte ne suit pas les recommandations de Wikipédia : il faut le « wikifier ».
Les points d'amélioration suivants sont les cas les plus fréquents :
- Les titres sont pré-formatés par le logiciel. Ils ne sont ni en capitales, ni en gras.
- Le texte ne doit pas être écrit en capitales (les noms de famille non plus), ni en gras, ni en italique, ni en « petit »…
- Le gras n'est utilisé que pour surligner le titre de l'article dans l'introduction, une seule fois.
- L'italique est rarement utilisé : mots en langue étrangère, titres d'œuvres, noms de bateaux, etc.
- Les citations ne sont pas en italique mais en corps de texte normal. Elles sont entourées par des guillemets français : « et ».
- Les listes à puces sont à éviter, des paragraphes rédigés étant largement préférés. Les tableaux sont à réserver à la présentation de données structurées (résultats, etc.).
- Les appels de note de bas de page (petits chiffres en exposant, introduits par l'outil «  Source ») sont à placer entre la fin de phrase et le point final[comme ça].
- Les liens internes (vers d'autres articles de Wikipédia) sont à choisir avec parcimonie. Créez des liens vers des articles approfondissant le sujet. Les termes génériques sans rapport avec le sujet sont à éviter, ainsi que les répétitions de liens vers un même terme.
- Les liens externes sont à placer uniquement dans une section « Liens externes », à la fin de l'article. Ces liens sont à choisir avec parcimonie suivant les règles définies. Si un lien sert de source à l'article, son insertion dans le texte est à faire par les notes de bas de page.
- La présentation des références doit suivre les conventions bibliographiques. Il est recommandé d'utiliser les modèles {{Ouvrage}}, {{Chapitre}}, {{Article}}, {{Lien web}} et/ou {{Bibliographie}}. Le mode d'édition visuel peut mettre en forme automatiquement les références.
- Insérer une infobox (cadre d'informations à droite) n'est pas obligatoire pour parachever la mise en page.

Pour une aide détaillée, merci de consulter Aide:Wikification.
Si vous pensez que ces points ont été résolus, vous pouvez retirer ce bandeau et améliorer la mise en forme d'un autre article.
 (août 2025).
Sidi Mohamed Ould Beidy (né en 1964 à Moudjéria, Mauritanie) est un juriste, universitaire et haut fonctionnaire mauritanien. Docteur en droit public de l’Université Paris I Panthéon-Sorbonne, il est spécialisé dans le droit administratif, la décentralisation, la gouvernance locale ainsi que la promotion et la protection des droits de l’Homme et du genre. Auteur de plusieurs articles et d’un ouvrage de référence, il compte plus de trente ans d’expérience dans l’enseignement, la recherche et l’administration publique.
---
1. 1. Biographie

 (indiquez la date de pose grâce au paramètre date).
1. 1.     1. Formation

- 1984 : Baccalauréat, lettres modernes françaises. - 1988 : Maîtrise en droit public, Université de Nouakchott. - 1989-1990 : Certificats en sciences politiques et administratives, Université Mohammed V de Rabat. - 1998 : Diplôme d’auditeur de l’Institut international d’administration publique (Paris) ; Certificat de l’Académie de droit international de La Haye. - 2003 : Doctorat en droit public, Université Paris I Panthéon-Sorbonne. - Formations complémentaires : Institut international des droits de l’homme (Strasbourg, 2006) ; Institut international du droit humanitaire (San Remo, 2017).
1. 1.     1. Carrière

- 1991-2001 : Chef de service du contrôle de légalité au Secrétariat général du Gouvernement. - 1991-2010 : Chargé de cours à l’Université de Nouakchott. - 2001-2010 : Conseiller juridique au Ministère des Affaires sociales, de l’Enfance et de la Famille (MASEF). - 2004-2012 : Conseiller titulaire à la Chambre administrative de la Cour suprême. - 2010-2012 : Expert national en décentralisation au Programme de bonne gouvernance (GIZ). - 2012-2017 : Directeur de la Réglementation et des Affaires juridiques à l’Autorité de régulation des marchés publics. - 2017-2020 : Conseiller juridique au Ministère de l’Intérieur et de la Décentralisation ; Président de la Commission de passation des marchés publics. - 2023 : Coordinateur du projet conjoint BIT/ONUDC sur la prévention de l’extrémisme violent. - 2024 : Étude institutionnelle et juridique de la loi d’orientation du système éducatif (2002-023). - Depuis 2009 : Enseignant à l’École nationale d’administration, de journalisme et de magistrature (ENAJM), Nouakchott.
1. 1.     1. Engagements en droits humains et genre

Il a coordonné et participé à de nombreux projets relatifs aux droits des femmes, des enfants et des migrants, pour le compte d’organisations telles que l’UNICEF, le BIT, le PNUD, l’ONUDC et l’OIM.  Il a notamment contribué aux rapports périodiques de la Mauritanie concernant la CEDEF et la CDE.
---
1. 1. Publications

1. 1.     1. Ouvrages

- L’Administration territoriale et le développement local en Mauritanie, Paris, L’Harmattan, 2009.
1. 1.     1. Articles

- « La région, comme deuxième niveau de décentralisation », Revue des Tribunaux Mauritaniens, n°7, 2022. - « L’évolution de l’administration territoriale en Mauritanie », Revue des Tribunaux Mauritaniens, n°4, 2016. - « L’organisation du contentieux administratif en Mauritanie », Revue des Tribunaux Mauritaniens, n°3, 2014. - « Le partage des compétences entre l’État et les collectivités locales en Mauritanie », Revue des Tribunaux Mauritaniens, n°2, 2013. - « Les caractéristiques de la constitution mauritanienne du 20 juillet 1991 », Revue de Droit et d’Économie de l’Université de Nouakchott, 1993.
---
1. 1. Domaines de spécialisation

- Droit administratif et contentieux administratif. - Décentralisation et gouvernance locale. - Droits humains, en particulier droits des femmes et des enfants. - Politiques publiques et développement.
---
1. 1. Notes et références

- Sources issues du Curriculum Vitae de l’intéressé (2025).
- Publications personnelles.

---
1. 1. Voir aussi

- Droit en Mauritanie - Université de Nouakchott - Décentralisation en Afrique
---
1. 1. Catégories

- Catégorie:Juriste mauritanien  - Catégorie:Professeur à l’Université de Nouakchott  - Catégorie:Naissance en 1964  - Catégorie:Naissance à Moudjéria  - Catégorie:Droit public